# Charles H. Parrish Jr.
Charles Henry Parrish, Jr. (* 1899 in Louisville, Kentucky; † 9. Oktober 1989 ebenda) war ein US-amerikanischer Soziologe und der erste afroamerikanische Professor an der Universität von Louisville sowie Bürgerrechtler.
Der Sohn des einstigen Sklaven Charles Henry Parrish Sr. (1841–1931), der selbst Vorsitzender des ausschließlich für Schwarze bestimmten Simmons College war, erhielt eine hervorragende Ausbildung und studierte an der Universität von Chicago Pädagogik und Soziologie. Wie sein Vater stand er ebenfalls einem Elitecollege für Schwarze, dem 1930 gegründeten Louisville Municipal College vor und erfreute sich allgemeiner Wertschätzung. In den 1950er-Jahren gliederte man in Louisville Teile der lokalen Bildungslandschaft in den Campus ein.
Dadurch kam mit Charles H. Parrish Jr. ein renommierter Soziologe und lebenslanger Verfechter der schwarzen Bürgerrechte vom Louisville Municipal College, wo zuvor ausschließlich Schwarze immatrikuliert wurden, als erster schwarzer Professor an eine „weiße“ Hochschule des Südens. Dort hatte er ab 1959 dem Lehrstuhl für Soziologie inne und pflegte offen seine Beziehungen zur Bürgerrechtsbewegung, ohne dafür von seinen weißen Kollegen angefeindet zu werden.